# أرتيم يارمولينكو
أرتيم يارمولينكو (بالأوكرانية: Ярмоленко Артем Олегович)‏ هو لاعب كرة قدم أوكراني في مركز الدفاع، ولد في 18 يناير 1998 في كييف في أوكرانيا. لعب مع أونياو ليريا.

## وصلات خارجية
- أرتيم يارمولينكو على موقع قاعدة بيانات كرة القدم.إي يو (الإنجليزية)
- أرتيم يارمولينكو على موقع Soccerway.com (الإنجليزية)